# Liuixalus jinxiuensis
Liuixalus jinxiuensis é uma espécie de anfíbio gimnofiono da família Rhacophoridae. Está presente na China. A UICN classificou-a como deficiente de dados.